# Neptunus granulatus
Neptunus granulatus is een krabbensoort uit de familie van de Portunidae. De wetenschappelijke naam van de soort is voor het eerst geldig gepubliceerd door Edw..